# Le Mesnil-Robert
Le Mesnil-Robert település Franciaországban, Calvados megyében. Lakosainak száma 184 fő (2022. január 1.). Le Mesnil-Robert Beaumesnil, Campagnolles, Landelles-et-Coupigny, Vire-Normandie és Noues-de-Sienne községekkel határos.

## Népesség
A település népességének változása:
| Lakosok száma | 161  | 133  | 146  | 173  | 208  | 193  | 193  | 190  | 188  | 184  |
|               | 1968 | 1982 | 1990 | 2006 | 2013 | 2015 | 2017 | 2019 | 2020 | 2022 |